# Bigér
Ez a szócikk Bigér faluról szól. A Néra-szurdok – Beusnica Nemzeti Parkhoz tartozó Bigéri Természetvédelmi Terület leírását lásd Bozovicsnál.

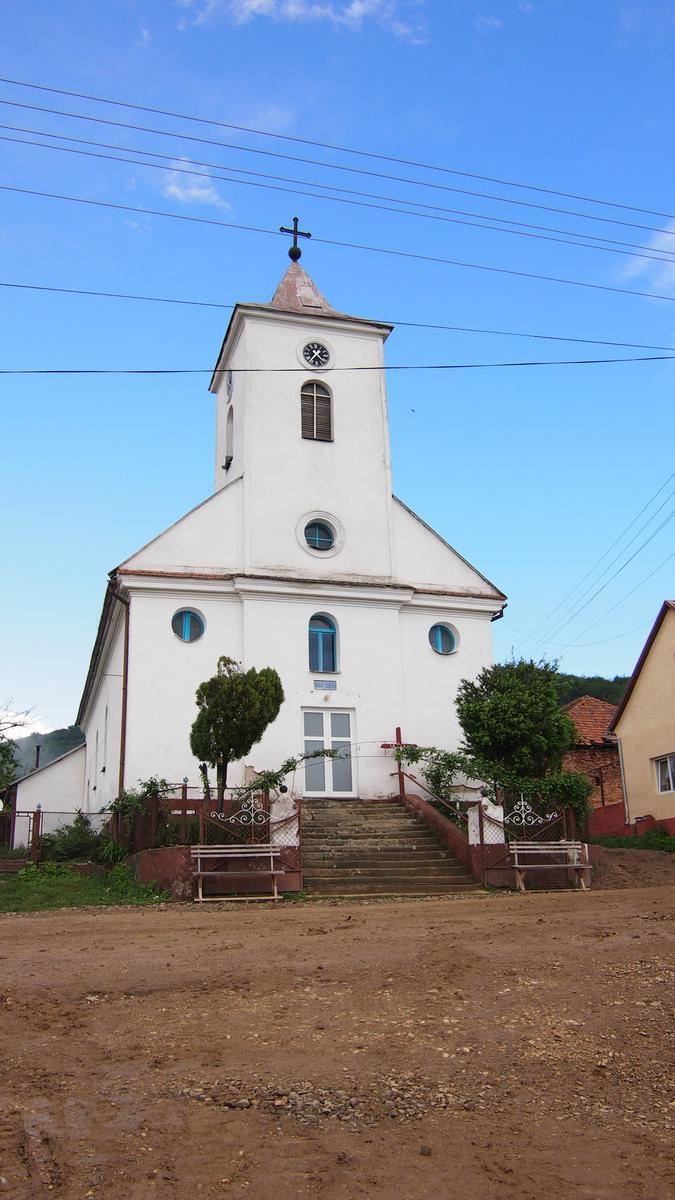

Bigér, 1911-ig Schnellersruhe (románul: Bigăr, németül: Schnellersruhe, csehül: Bígr) falu Romániában, a Bánságban, Krassó-Szörény megyében.

## Fekvése
Az Almás-hegységben fekvő hegyvidéki település.

## Nevének eredete
Korábbi nevét Andreas Schneller tábornokról, a Temesi Bánság katonai főkormányzójáról kapta, aki megalapítását elrendelte. Ezt a nevet azonban csak a közigazgatásban használták. A helységnévrendezés idején a nép által használt nevet tették hivatalossá, amelyet a tőle nyugatra fekvő tisztásról (Poiana Bigărului) kapott. A román (délszláv eredetű) bigăr szó 'vízkelet'-et jelent.

## Története
Plzeň, Litoměřice, Klatovy és Chrudim vidékéről származó cseh telepesek alapították 1827-ben, előbb hat és fél kilométerrel lejjebb, a Debelilug nevű helyen, ahonnan vízhiány miatt költözött mai helyére, a Szretinye-erdő völgyteknőjében fekvő, T alakú irtásra.
Lakói előbb főként favágással, mészégetéssel és tejtermeléssel foglalkoztak, de az erdő tisztásain szétszórva szántóföldeik is voltak. A kozlai szénbánya megindulása után sokan bányásznak álltak vagy fuvarozással keresték kenyerüket. Gr. August Bouglas 1897-ben a falu határában, a Sirinea-patak mellett nyitott szénbányát, amely az 1980-as évekig működött. Emellett 1980 és 1994 között egy másik bányát is műveltek a Paláška mellett. A falut Kozlával összekötő 17 kilométeres út a 20. század elején épült.
Római katolikus gyülekezete 1850-ig Újmoldova, majd Weitzenried filiája volt. Iskolájában 1864 és 1907 között csehországi cseh, majd 1908 és 1914 között magyar tanítók tanítottak. 1929-ben ismét Csehországból érkezett cseh tanító.
Az 1947–49-es időszakban 124–153 fő repatriált Csehországba, a korábbi Szudétavidékre, közülük 1955-ig 38-an visszatértek. A falusiak endogám közösséget alkotnak, a viszonylag kevés családnév mellett gazdag ragadványnévrendszerrel.

## Népessége
- 1900-ban 325 lakosából 313 volt cseh és 11 német anyanyelvű; 324 római katolikus vallású. A lakosság 57%-a tudott írni-olvasni és 1%-a beszélt magyarul.
- 2002-ben 257 lakosából 229 volt cseh és 23 román anyanyelvű; 238 római katolikus és 19 ortodox vallású.

## Látnivalók
- Római katolikus temploma 1876-ban épült.